# Glomeropitcairnia penduliflora
Glomeropitcairnia penduliflora är en gräsväxtart som först beskrevs av August Heinrich Rudolf Grisebach, och fick sitt nu gällande namn av Carl Christian Mez. Glomeropitcairnia penduliflora ingår i släktet Glomeropitcairnia och familjen Bromeliaceae. Inga underarter finns listade i Catalogue of Life.

## Bildgalleri

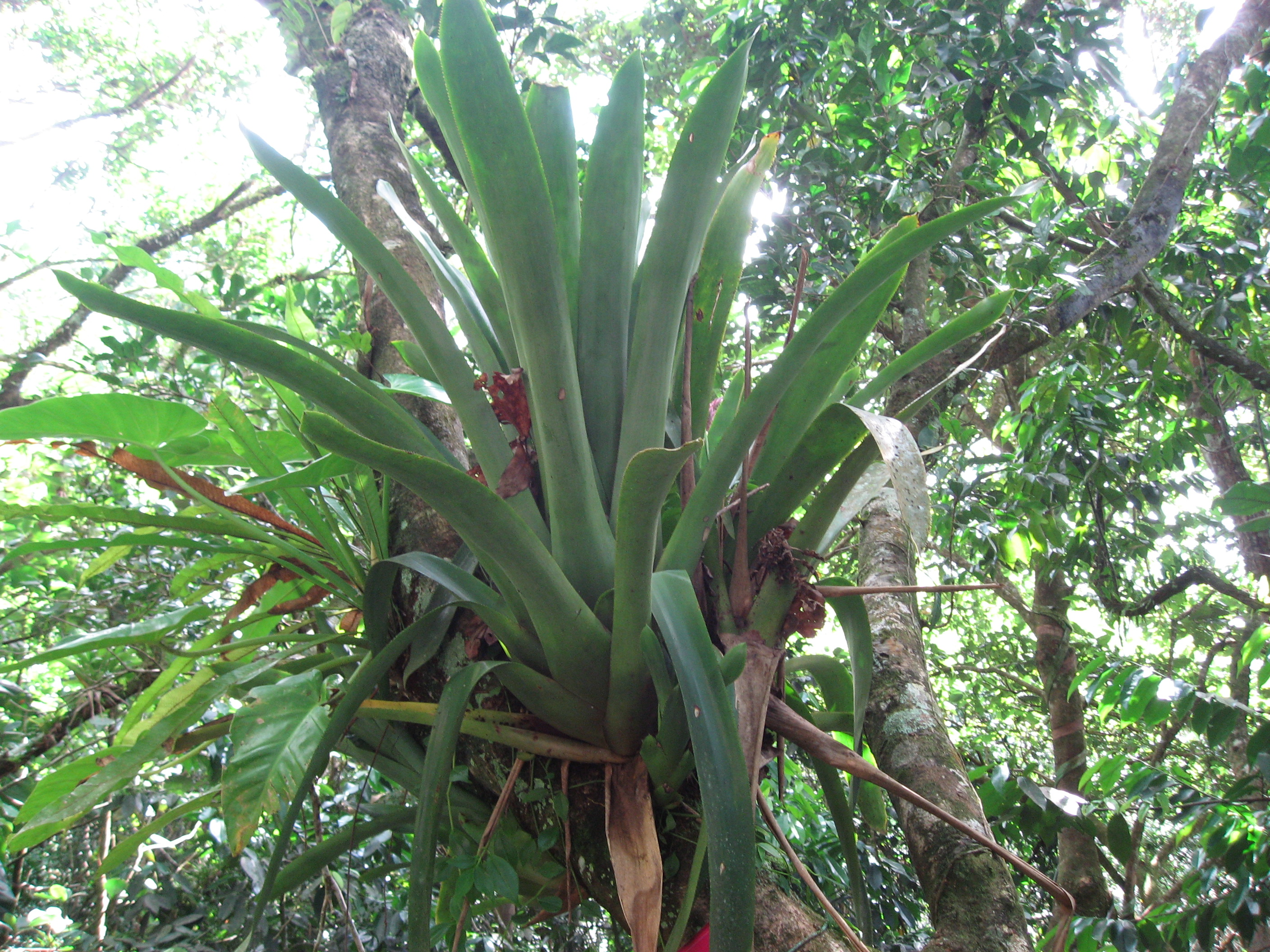